# Angelika
Angelika est un prénom hongrois féminin.

## Personnalités
Parmi les Angelika les plus célèbres, on peut citer :
- Angelika Amon
- Angelika Bahmann
- Angelika Beer
- Angelika Buck
- Angelika Bulbak
- Angelika Cichocka
- Angelika Dubinski
- Angelika Dünhaupt
- Angelika Grays
- Angelika Göhler
- Angelika Handt
- Angelika Hellmann
- Angelika Hoerle
- Angelika Kalt
- Angelika Kauffmann
- Angelika Kirchschlager
- Angelika Klüssendorf
- Angelika Krebs
- Angelika Mann
- Angelika Markul
- Angelika Merkelbach-Pinck
- Angelika Mlinar
- Angelika Muharukua
- Angelika Neuner
- Angelika Neuwirth
- Angelika Niebler
- Angelika Noack
- Angelika Ott
- Angelika Ouedraogo
- Angelika Platen
- Angelika Schafferer
- Angelika Schrobsdorff
- Angelika Sita Ouedraogo
- Angelika Wator
- Angelika Werthmann
- Angelika Winzig
- Angelika Wątor